# Galerija (arhitektura)
Galerija (iz italijanščine galleriia ali stare francoščine galilée za "dolg stebriščni balkon") v arhitekturi v najširšem smislu opisuje prostor, ki je daljši kot širši in ima na eni od svojih dveh dolgih stranic številne svetlobne odprtine. Beseda verjetno sega v srednjeveško galilea, ki se je nanašala na verando ali preddverje v cerkvi.
V ožji definiciji izraza se galerija nanaša na sprehajalno pot v zgornjem nadstropju, od katere je ena stran na eni od svojih daljših stranic odprta za povečanje sobe. To je mogoče izvesti na primer preko balkonske konstrukcije ali s pomočjo arkad. Galerija te definicije se od pomenske galerije razlikuje po tem, da je lahko odprta tudi v zunanji prostor.

## Zgodovina
Prve galerije so bile zgrajene na romanskih cerkvenih stavbah kot ozke sprehajalne poti z odprtimi arkadami na eni strani. Če so pritrjene na zunanjo stran stavbe, govorimo o pritlikavih galerijah, ki običajno služijo tudi strukturiranju fasade. Če pa je hodnik znotraj cerkve, ga imenujemo triforij ali tudi empora.
V času renesanse so se ti hodniki razvili v podolgovat prostor znotraj kubature stavbe, ki je služil za razvoj več prostorov - večinoma za zabave in sprejeme. V katero koli sobo, povezano s takšno galerijo, je bilo mogoče vstopiti, ne da bi morali skozi druge sosednje prostore. Prve tovrstne galerije so bile zgrajene v obliki arkad v francoskih gradovih konec 15. in v začetku 16. stoletja. Primer tega je galerija Ludvika XII. v Château de Blois in galerija gradu Fougères-sur-Bièvre. Ker so na eni strani odprte, jih imenujemo tudi odprte galerije. Iz tega so se v 16. stoletju v Franciji razvile zaprte galerije. To so dolge dvorani podobne veže, katerih daljše stranice so imele veliko velikih, zastekljenih oken in so bile zato še posebej svetle. Nastale so namesto viteških in plesnih dvoran srednjeveških gradov. Motiv samoupodobitve, zahteve in ideološke zamisli naročnika so določale njihove ikonografske programe. Primer, ki to ponazarja, je 60 metrov dolga galerija Franza I. v palače Fontainebleau. V Veliki Britaniji je dolga galerija postala zaščitni znak elizabetinske in jakobinske arhitekture 16. in 17. stoletja.
V 17. in 18. stoletju, v času baroka, se je galerija spremenila v čudovito oblikovano plesno dvorano, ki je bila pogosto v zgornjem nadstropju. Najbolj znan primer tega na svetu je Galerija zrcal v Versajski palači. Svetlost, ki je nastala zaradi dolge vrste oken v sobah, je ljudi vabila, da so v njih postavili in razstavili umetniška dela. Iz te rabe prostora izhaja sedanje ime galerija za umetniške in slikarske zbirke.
Drugi primeri znanih galerij so v florentinski galeriji Uffizi in Louvru v Parizu. Antiquarium münchenske Rrezidence iz leta 1568 do 1571 je eden prvih primerov galerije v Nemčiji.
V 1820-ih so bile v Parizu prvič zgrajene nakupovalne ulice z obokanimi steklenimi strehami z izložbami, obrnjenimi proti osrednjemu hodniku (tako imenovane rue couvertes, pokrite ulice), da bi zaščitile pešce pred dežjem in blatom. Imenovali so jih tudi galerije. Ko so tvorili prehod med dvema ulicama, so jih imenovali tudi prehodi, pasaže. To obliko so uporabljala tudi druga večja mesta, kot so Milano, Bruselj ali Sankt Peterburg. Z uporabo litoželeznih nosilnih steklenih streh so galerije včasih razširili, da bi spominjale na dvorano. Od 1870-ih so jih postopoma nadomestile velike veleblagovnice.
- Pritlikave galerije v cerkvi San Michele v Lucci, 12. stoletje
- Odprta galerija (otok) v krilu Ludvika XII, grad Blois, 16. stoletje.
- Galerija Franz I v palači Fontainebleau, 1. polovica 16. stoletja, zaprta galerija
- Galerija v smislu dvignjene sprehajalne poti v stavbi Thomasa Jeffersona Kongresne knjižnice, 19. stoletje.
- Galerija dorée; Pozlačena galerija v Hôtel de Toulouse v Parizu
- Galerie du Baromètre (kot je bilo okoli leta 1866), ena od dveh galerij v Passage de l'Opéra v Parizu, zgrajena leta 1822, porušena leta 1925.
- Galerija v palači Hampton Court južno od Londona